# ロッド・ダニエル
ロッド・ダニエル（Rod Daniel、1942年8月4日 - 2016年4月16日）は、アメリカ合衆国の映画監督。テネシー州ナッシュビル出身。 

## 代表作

### 映画
- 1985年　-　『ティーン・ウルフ』
- 1987年　-　『ハモンド家の秘密』
- 1989年　-　『K-9/友情に輝く星』
- 1991年　-　『ニューヨークのいたずら』
- 1993年　-　『ベートーベン2』

### テレビ
- 1999年　-　『ダブル・キャンパス/天才学者は13歳』
- 2000年　-　『最後のボウリング・バトル』
- 2000年　-　『スーパー・リッチと結婚する方法』
- 2002年　-　『ホーム・アローン4』